# Патрік Бергер
Патрік Бергер (чеськ. Patrik Berger, [ˈpatrɪk ˈbɛrɡr̩], нар. 10 листопада 1973, Прага) — колишній чехословацький, згодом чеський футболіст, півзахисник.
Насамперед відомий виступами за клуб «Ліверпуль», а також національну збірну Чехії.

## Клубна кар'єра
Народився 10 листопада 1973 року в місті Прага. Вихованець футбольної школи місцевого клубу «Спарта».
У дорослому футболі дебютував 1991 року виступами за команду «Славія», в якій провів чотири сезони, взявши участь у 89 матчах чемпіонату.
Протягом 1995—1996 років захищав кольори «Боруссії» (Дортмунд). За цей час виборов титул чемпіона Німеччини.
Своєю грою привернув увагу представників тренерського штабу «Ліверпуля», до складу якого приєднався в серпні 1996 року за 3,25 млн фунтів. Відіграв за мерсісайдців наступні сім сезонів своєї ігрової кар'єри. Більшість часу, проведеного у складі «Ліверпуля», був основним гравцем команди. За цей час додав до переліку своїх трофеїв два титули володаря Кубка англійської ліги, ставав володарем Кубка УЄФА, володарем Суперкубка УЄФА.
Згодом, з 2003 по 2008 рік грав у складі клубів «Портсмут», «Астон Вілла» та в оренда за «Сток Сіті». 5 травня 2008 року Патрік у відкритій пресі закликав свого партнера по «Астон Віллі» Гарета Беррі не упускати можливість переходу в «Ліверпуль», який саме збирався його придбати, сказавши, що «подібна можливість представляється раз у житті». Наступного дня з відповідною заявою виступив Мартін О'Ніл, головний тренер бірмінгемської команди, який заявив про грубе порушення чеським півзахисником професійної етики. О'Ніл сказав, що, здійснивши такий вчинок, Бергер більше не може залишатися в «Астон Віллі» і повинен шукати собі новий клуб. 
Патрік, контракт якого і так закінчувався через два місяці, вирішив повернутись додому до Чехії, де і завершив професійну ігрову кар'єру у «Спарті», за команду яку виступав до початку 2010 року. За цей час додав до переліку своїх трофеїв титул чемпіона Чехії.

## Виступи за збірну
23 березня 1993 року дебютував в офіційних матчах у складі національної збірної Чехословаччини в кваліфікаційному матчі до ЧС-1994 проти збірної Кіпру. 
З 1994 року виступав за новостворену національну збірну Чехії, в складі якої за вісім років провів 42 матчі та забив 18 голів.
У складі збірної був учасником чемпіонату Європи 1996 року в Англії, де разом з командою здобув «срібло». Потім ще у 2000 році був у складі збірної на чемпіонаті Європи у Бельгії та Нідерландах. Однак Чехія не увійшла до стадії плей-оф турніру.

## Статистика

### Збірна
| Збірна Чехії | Збірна Чехії | Збірна Чехії |
| Роки         | Ігри         | Голи         |
| ------------ | ------------ | ------------ |
| 1993         | 2            | 0            |
| 1994         | 3            | 1            |
| 1995         | 7            | 7            |
| 1996         | 12           | 3            |
| 1997         | 2            | 1            |
| 1998         | 4            | 2            |
| 1999         | 7            | 3            |
| 2000         | 3            | 1            |
| 2001         | 4            | 0            |
| Всього       | 44           | 18           |

## Титули та досягнення

### Командні
- Чемпіон Німеччини (1):

«Боруссія» (Дортмунд): 1995-96
- Володар Суперкубка Німеччини (1):

«Боруссія» (Дортмунд): 1995
- Володар Кубка англійської ліги (2):

«Ліверпуль»: 2000-01, 2002-03
- Володар Суперкубка Англії з футболу (1):

«Ліверпуль»: 2001
- Чемпіон Чехії (1):

«Спарта» (Прага): 2009-10
- Володар Кубка УЄФА (1):

«Ліверпуль»: 2000-01
- Володар Суперкубка УЄФА (1):

«Ліверпуль»: 2001
- Чемпіон Європи (U-16): 1990
- Віце-чемпіон Європи: 1996

### Особисті
- Футболіст року в Чехії: 1996 (разом з Карелом Поборським);
- Володар чеського Золотого м'яча: 1999